# Nokia 1011
Nokia 1011 fue el primer teléfono GSM producido en masa. El número del modelo hace referencia a la fecha de lanzamiento (10 de noviembre de 1992).
Este dispositivo  era de color negro y tenía unas dimensiones de 195 x 60 x 45 milímetros, al mismo tiempo, pesaba 475 gramos, tenía una pantalla monocromática y una antena extensible. La memoria podía contener 99 números de teléfono. El dispositivo, no empleo el tono de llamada característico de Nokia: eso fue introducido en 1994. El teléfono operaba en la banda de los 900 MHz. La duración de la batería era de 12 horas en modo de espera y 90 minutos en modo de conversación. Incorporaba un menú de ayuda en diez idiomas. La última versión del firmware de este teléfono fue (NHE-2) v 3.81.
La producción del Nokia 1011 continuó hasta 1998, fecha en la que se introdujo el modelo Nokia 2100 como sucesor.